# Out of Control (album, Peter Criss)
Out of Control je druhé studiové album amerického hudebníka Petera Crisse. Vydalo jej v září roku 1980 vydavatelství Casablanca Records a jeho producentem byl spolu s Crissem David Wolfert. Nahrávání alba začalo v březnu 1980, kdy byl hudebník stále členem skupiny Kiss. Prodejnost alba byla špatná. V roce 1997 vyšlo na CD. Z alba byl vydán jeden singl „I Found Love“, který neměl podobně jako celé album úspěch. Autorem obalu alba byl Todd Schorr.

## Seznam skladeb
| Pořadí | Název                  | Autor                                     | Délka |
| ------ | ---------------------- | ----------------------------------------- | ----- |
| 1.     | By Myself              | Peter Criss, Stan Penridge, David Wolfert | 3:36  |
| 2.     | In Trouble Again       | Criss, Penridge                           | 3:22  |
| 3.     | Where Will They Run?   | Criss, Penridge                           | 3:54  |
| 4.     | I Found Love           | Criss, Penridge, Wolfert                  | 3:30  |
| 5.     | There's Nothing Better | Criss, Penridge                           | 3:34  |
| 6.     | Out of Control         | Criss, Penridge                           | 4:03  |
| 7.     | Words                  | Criss, Penridge                           | 4:44  |
| 8.     | You Better Run         | Eddie Brigati, Felix Cavaliere            | 2:42  |
| 9.     | My Life                | Criss, Wolfert, David Buskin              | 3:42  |
| 10.    | Feel Like Letting Go   | Criss, Penridge                           | 5:11  |
| 11.    | As Time Goes By        | Herman Hupfeld                            | 0:14  |

## Obsazení
- Peter Criss – zpěv, bicí, perkuse, doprovodné vokály
- Stan Penridge – kytara, doprovodné vokály
- David Wolfert – kytara, syntezátor
- Tony Mercandante – baskytara, doprovodné vokály
- Stu Woods – baskytara
- Benny Harrison – syntezátor, klávesy, doprovodné vokály
- Ed Walsh – syntezátor
- Greg Zanthus Winter – syntezátor
- David Buskin – doprovodné vokály
- George Young – saxofon